# Ebele Talstra

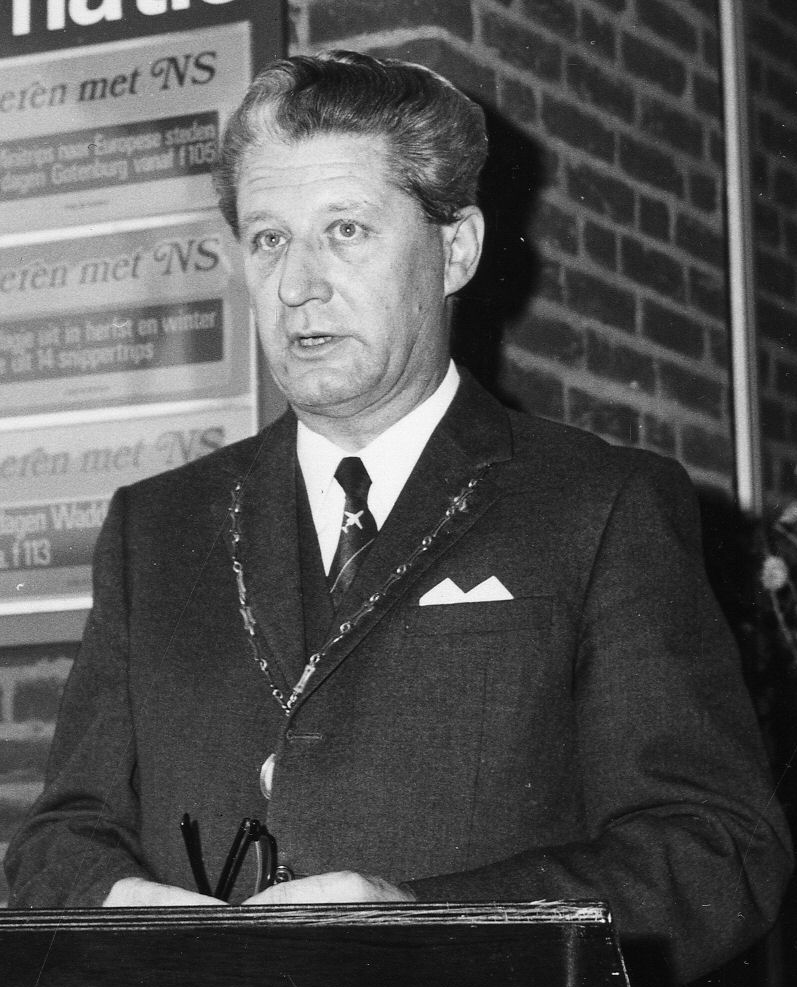
Burgemeester E. Talstra (1973)

Ebele Talstra (Nuis, 21 februari 1920 – Groningen, 28 september 1987) was een Nederlands politicus van de ARP en later het CDA.
In navolging van zijn vader begon hij zijn loopbaan in het onderwijs. Na zijn opleiding aan de Christelijke Kweekschool in Dokkum gaf hij vanaf 1939 les op lagere scholen in Surhuizum en Grootegast. Kort daarop moest hij in militaire dienst en na de Nederlandse capitulatie in 1940 trad hij in dienst bij de gemeentepolitie van Den Haag. In 1944 reed hij samen met enkele vrienden in een gestolen Duitse legerauto naar het Noorden. Met de Binnenlandse Strijdkrachten maakte hij in de buurt van Surhuizum de bevrijding mee waarna hij eerste luitenant werd bij de 'intelligence' van het Canadese leger. Later was hij toegevoegd officier bij de Binnenlandse Veiligheidsdienst.
In september 1947 keerde hij even terug bij de Haagse gemeentepolitie en na ook weer onderwijzer te zijn geweest werd hij in 1948 inspecteur van de beveiligingssector van de KLM met betrekking tot de Europese routes. Rond 1952 ging hij als personeelschef werken bij een scheepswerf en machinefabriek in Haarlem. Later werd hij hoofd van de centrale afdeling personeelszaken van het ministerie van Cultuur, Recreatie en Maatschappelijk Werk (CRM). In juni 1971 werd Talstra benoemd tot burgemeester van Dantumadeel. Na twee ambtstermijnen van elk zes jaar gaf hij aan geen derde termijn te ambiëren. Wel was hij nog bijna drie maanden waarnemend burgemeester van Westdongeradeel tot die gemeente in januari 1984 opging in de gemeente Dongeradeel. Daarna had hij nog enkele functies in de gezondheidszorg. In 1987 overleed Talstra op 67-jarige leeftijd.